# سیارک ۲۰۶۷
سیارک ۲۰۶۷ (به انگلیسی: 2067 Aksnes، نامگذاری:1936DD) دو هزار و شصت و هفتمین سیارک کشف شده‌است که در ۲۳ فوریه ۱۹۳۶ کشف شد.
قدر مطلق سیارک برابر ۱۰٫۴۸ است.